# El Señor de los Anillos: las dos torres
El Señor de los Anillos: las dos torres —cuyo título original en inglés es The Lord of the Rings: The Two Towers—, conocida también de forma abreviada como Las dos torres, es una película basada en el segundo tomo de la novela El Señor de los Anillos, del escritor británico J. R. R. Tolkien. Es la secuela de La Comunidad del Anillo y precede a la última entrega de la serie, El retorno del Rey.
Fue dirigida por el director neozelandés Peter Jackson y escrita por él mismo, junto con su esposa Fran Walsh y Philippa Boyens. Los actores aportaron ideas durante el rodaje, hecho que, junto con las protestas de los fanes por informaciones filtradas en internet, hizo que el guion sufriera numerosas modificaciones. El rodaje tuvo lugar en Nueva Zelanda desde el 11 de octubre de 1999 hasta el 22 de diciembre de 2000.
La trama de la película comienza tras la disolución de la Compañía del Anillo. Boromir ha muerto a manos del jefe de los uruk-hai, Lurtz, en un intento de salvar a los hobbits Meriadoc Brandigamo y Peregrin Tuk, que acaban siendo capturados. Frodo Bolsón y Sam Gamyi parten solos hacia Mordor para destruir el Anillo Único en el Monte del Destino, mientras que Aragorn, Gimli y Legolas persiguen a los uruks con el fin de liberar a sus amigos capturados.
Las dos torres se estrenó el 18 de diciembre de 2002 y recibió en general buenas críticas, convirtiéndose en la película con mayor recaudación en taquilla del año 2002: 924,7 millones de dólares. Tan solo en su primer día, Las dos torres recaudó 42 millones de dólares (26 millones en Estados Unidos y 16 millones en otros ocho países), el doble que La Comunidad del Anillo.
En carteles oficiales y otros productos, Jackson decidió usar como torres a Orthanc y Barad-dûr, las dos torres del mal, aunque Tolkien nunca dejó claro de cuáles se trataban. En una carta dirigida a Stanley Unwin, presidente por aquel entonces de la editorial encargada de la publicación de El Señor de los Anillos, George Allen & Unwin, Tolkien decía que la identidad de las torres quedaba en la ambigüedad, pues podría referirse tanto a Orthanc y Barad-dûr (las dos torres relacionadas con el enemigo), como a Minas Tirith y Barad-dûr (las dos torres más poderosas de cada bando) o a Orthanc y Cirith Ungol (las dos torres que aparecen en los últimos pasajes de los libros III y IV del tomo).

## Argumento
Tras internarse en Emyn Muil, Frodo Bolsón y Sam Gamyi se encuentran con la criatura Gollum, que intenta quitarles el Anillo por la fuerza pero, al verse vencido, promete a los hobbits guiarlos hasta Mordor. Tras sacarlos de Emyn Muil y atravesar la Ciénaga de los Muertos, llegan al Morannon, la «Puerta Negra» de Mordor. No obstante, la gran protección que tiene les imposibilita entrar por ahí y Gollum les propone tomar el camino secreto de Cirith Ungol. Durante el viaje, se encuentran con una tropa avanzada de montaraces de Gondor dirigida por Faramir, hijo del senescal de Gondor y hermano de Boromir, quien los toma como prisioneros y descubre que portan el Anillo Único. Faramir cuenta a los hobbits que Boromir ha muerto y que fue encontrado en un bote élfico. Esto hace pensar a Frodo, pues creía que Boromir solo quería el Anillo, y por su hermano descubre que murió protegiendo a la Compañía, tal y como habían jurado todos sus miembros al salir de Rivendel. Faramir decidió llevarlos ante su padre, pero, a su paso por la derruida ciudad de Osgiliath, los soldados gondorianos se encuentran combatiendo a las fuerzas de Sauron conducidas por algunos Nazgûl. Al darse cuenta del maligno poder del Anillo sobre Frodo, al que casi captura uno de los Nazgûl, Faramir decide liberarlos para que completen su misión. 
Mientras tanto, los uruk-hai que llevan prisioneros a Merry Brandigamo y Pippin Tuk son abatidos por los jinetes de Rohan exiliados y los hobbits consiguen escapar de la batalla, internándose en el bosque de Fangorn. Aragorn, Legolas y Gimli, que habían ido tras ellos, se encuentran con los restos de la batalla y siguen las huellas de sus amigos hasta el interior del bosque. En él se reencuentran con Gandalf, al que creían muerto tras su caída por el puente de Moria, y una vez les informa de que ha dejado a Merry y Pippin en buenas manos, se dirigen juntos a Edoras, capital de Rohan, para hablar con el rey Théoden. Sin embargo, este se encuentra hechizado por Saruman gracias a la ayuda del consejero del rey, Gríma, que trabaja en secreto para el mago. Bajo su influjo, desterró a su sobrino Éomer tras la muerte de Théodred, su hijo y heredero al trono. Gandalf logra liberarle y Théoden decide refugiar a su pueblo en la fortaleza del Abismo de Helm con el fin de no arriesgarse a un conflicto abierto con Isengard en Edoras. 
Saruman envía a un ejército gigantesco de uruk-hai a destruir el Abismo de Helm, mientras Gandalf va en busca de los rohirrim exiliados para la batalla. El elfo Haldir, del bosque de Lothlórien, acude con un pequeño ejército de galadhrim en ayuda de Rohan y juntos consiguen resistir hasta la llegada de Gandalf, Éomer y numerosos rohirrim, que derrotan a los uruks.
Mientras tanto, Pippin y Merry, que habían sido confiados por Gandalf al ent Bárbol, acuden junto con él a un concilio entre varios miembros de su raza en el que estos decidirían qué hacer respecto a la guerra. Tras largo tiempo dialogando, deciden que no es asunto suyo. No obstante, cuando Bárbol lleva a los hobbits fuera del bosque, descubre que Saruman ha talado muchos árboles y con su grito atrae de nuevo a todos los ents, que marchan hacia Isengard y la destruyen.
Tras estas victorias, Gandalf y el resto creen que ha llegado la hora de librar la batalla final, que se decidirá en Gondor y donde todos jugarán sus últimas cartas por el futuro de la Tierra Media.

## Guion
El guion de la segunda película de la trilogía, escrito por Phyllipa Boyens, Peter Jackson y su esposa, Fran Walsh, fue considerado por ellos como el más difícil de elaborar. En comparación con La Comunidad del Anillo, que es más lineal, Las dos torres sigue tres líneas argumentales diferentes, dos de ellas enlazadas en la novela (libro III de El Señor de los Anillos) pero una completamente aparte (libro IV). Los guionistas tuvieron que buscar una forma de enlazar las tres líneas de forma que en la historia general no se perdiera la intriga. Stephen Sinclair también aparece en los créditos como guionista, aunque no participó en el guion de New Line, sino en el de la empresa Miramax. No obstante, como algunas de sus frases que se conservaron decidieron incluirle.
New Line quería un nuevo prólogo para esta parte en el que se recordara lo ocurrido en La Comunidad del Anillo, pero los guionistas se negaron para evitar un exceso de información. La escena inicial de la lucha entre Gandalf y el balrog estaba pensada desde los guiones iniciales que se ofrecieron a Miramax e iba a ser más larga, mostrando a un balrog hecho de fango debido a su caída al agua de las Montañas Nubladas. No obstante, debido al alto presupuesto que suponían los efectos especiales de esta escena (unos 50.000 dólares según Jackson) se decidió eliminarla.

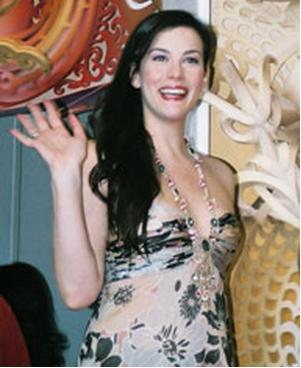
La aparición del personaje de Liv Tyler, Arwen, en el Abismo de Helm fue suprimida del guion al levantarse críticas negativas entre los fans.

Desde el principio, Jackson descartó incluir en Las dos torres las escenas de Ella-Laraña para evitar que coincidieran con la batalla del Abismo de Helm y el clímax de esta se rompiera. Además, de esta forma conseguían seguir un orden cronológico que J. R. R. Tolkien no hizo en la novela, ya que los hechos ocurridos en el antro de Ella-Laraña coinciden en el tiempo con el asedio de Minas Tirith.
El traslado de estas escenas a El retorno del Rey hizo que la historia de Frodo, Sam y Gollum perdiera fuerza, siendo este uno de los motivos que llevaron a los guionistas a alterar la trama con Faramir y la aparición del ataque a Osgiliath. El otro motivo que les llevó a esta alteración fue que, tras tratar de convencer de que el Anillo es malvado y está consumiendo a su portador, no podían dejar que Faramir prestara su ayuda sin más a los hobbits y no se viera tentado por el poder del Anillo, siendo así una posible amenaza para la misión de Frodo y Sam.

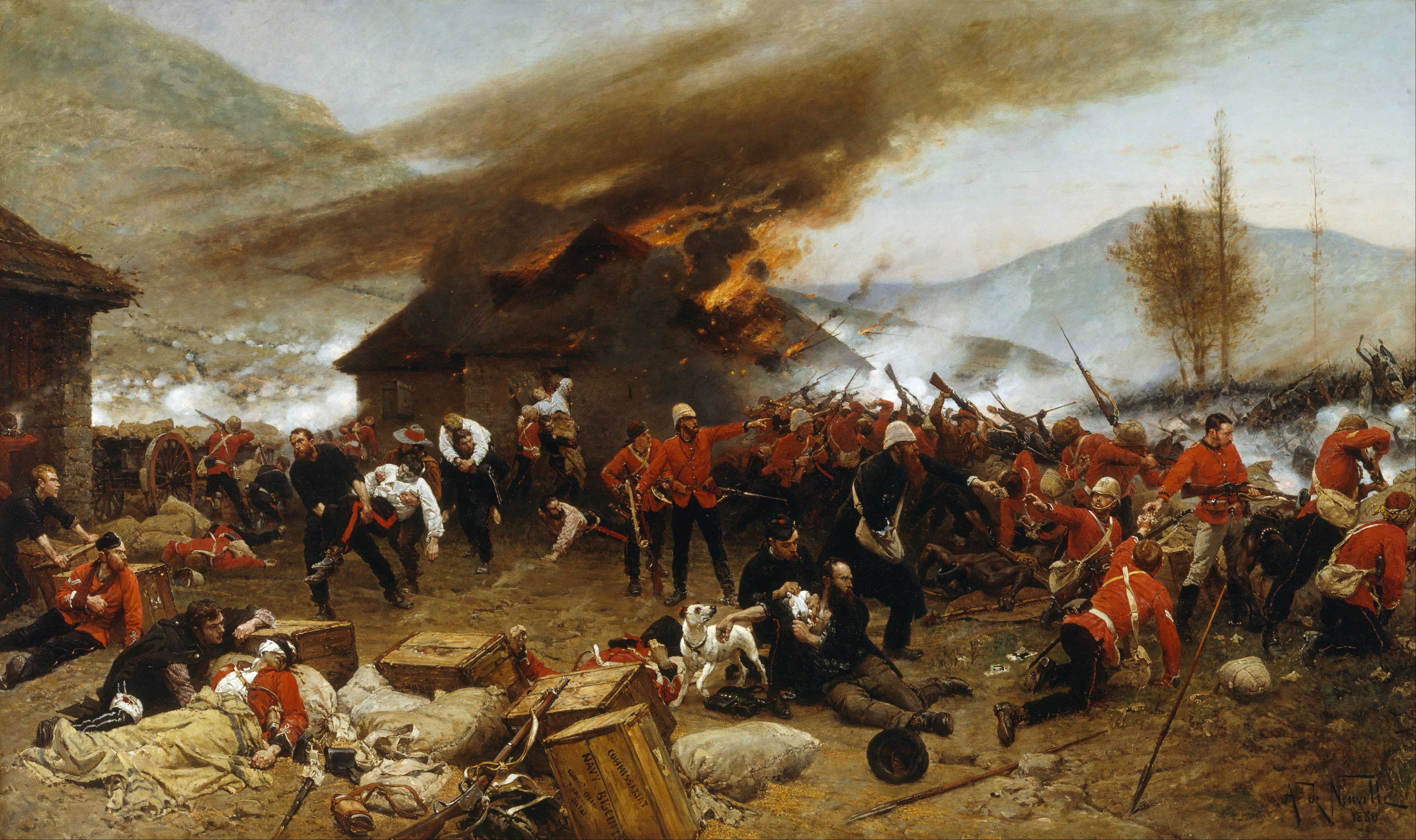
La defensa de Rorke's Drift, por Alphonse de Neuville (1880). Peter Jackson se inspiró en este combate para recrear la batalla del Abismo de Helm.

Debido a las críticas surgidas por la desaparición del personaje de Tom Bombadil en La Comunidad del Anillo, los guionistas decidieron rendirle un homenaje: trasladaron al viejo Hombre-Sauce al bosque de Fangorn para que atacara a Pippin y Merry, y Bárbol es el que se encarga de salvarles pronunciando palabras similares a las Bombadil en el libro. Esta escena tan solo aparece en la edición extendida del DVD de Las dos torres.
Jackson decidió que la batalla del Abismo de Helm siguiera el patrón de la película Zulú (1964), basada en la batalla de Rorke's Drift y en la que 140 soldados británicos tuvieron que enfrentarse a 4.000 guerreros zulú. Con el objetivo de mantener la conexión amorosa entre Aragorn y Arwen, en los guiones iniciales de Miramax, los guionistas habían incluido a Arwen en el ejército élfico que llega al Abismo de Helm. Esta idea perduró en los guiones definitivos de New Line pero, a la hora del rodaje, el rumor de este cambio en la historia se extendió por Internet y los fanes alzaron críticas en contra. Con el objetivo de encontrar una solución, los guionistas acudieron a los apéndices de El Señor de los Anillos, donde se relata la historia de amor entre Aragorn y Arwen, y decidieron utilizarla en forma de flashbacks para sustituir la aparición de Arwen en el Abismo de Helm.

## Reparto

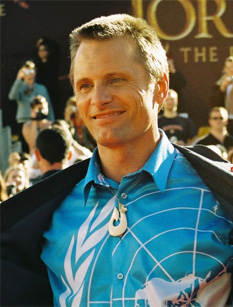
Viggo Mortensen, actor que interpreta a Aragorn, en torno al cual gira la trama de Las dos torres según el director Peter Jackson.

- Elijah Wood como el hobbit Frodo Bolsón.
- Sean Astin como el hobbit Samsagaz Gamyi.
- Viggo Mortensen como el dúnadan Aragorn.
- Ian McKellen como el mago Gandalf el Gris.
- Dominic Monaghan como el hobbit Meriadoc "Merry" Brandigamo.
- Billy Boyd como el hobbit Peregrin "Pippin" Tuk.
- Orlando Bloom como el elfo sinda Legolas.
- John Rhys-Davies como el enano Gimli y la voz del ent Bárbol.
- Andy Serkis como Gollum.
- Bernard Hill como el hombre Théoden.
- Miranda Otto como la mujer Éowyn.
- Liv Tyler como la peredhil Arwen.
- Karl Urban como el hombre Éomer.
- David Wenham como el dúnadan Faramir.
- Sean Bean como el Boromir.
- Christopher Lee como el mago Saruman el Blanco.
- Brad Dourif como el rohirrim Gríma Lengua de Serpiente.
- Hugo Weaving como el peredhil Elrond.
- Cate Blanchett como la elfa noldor Galadriel.
- Craig Parker como el elfo silvano Haldir.

Solo aparecen en la versión extendida:
- John Noble como el dúnadan Denethor II.

Durante el rodaje, se rumoreó que el actor neozelandés Joel Tobeck había sido elegido para interpretar a Sméagol antes de que se convirtiera en Gollum e incluso él mismo lo publicó en su página web. Sin embargo, nunca llegó a ser confirmado por la productora y finalmente no consiguió el papel, aunque en El retorno del Rey interpretó a un teniente orco. En un principio, Peter Jackson ofreció el papel de Éowyn a la actriz Uma Thurman pero ésta lo rechazó porque acababa de ser madre y el rodaje la obligaría a estar un año fuera de casa.
Daniel Falconer, uno de los diseñadores de la empresa Weta Workshop, hizo un cameo interpretando a uno de los elfos arqueros que luchan en el Abismo de Helm, mientras que el propio Jackson apareció como uno de los rohirrim que atacan a los uruk-hai en el portón.

## Producción

### Rodaje y escenarios
Las películas que componen la trilogía de El Señor de los Anillos fueron rodadas exclusivamente en Nueva Zelanda y al mismo tiempo, empleando un total de catorce meses desde octubre del año 1999 a diciembre del año 2000. El reparto trabajaba durante seis días a la semana, con jornadas de trabajo que duraban entre doce y catorce horas. Para Las dos torres organizaron tres equipos de rodaje, ya que la película se divide en tres líneas argumentales. Debido a que solo había un director, cada equipo disponía de un sistema vía satélite con el que Jackson podía supervisar todo el trabajo al mismo tiempo.
Las escenas que recrean los acontecimientos en Emyn Muil con Frodo, Sam y Gollum, se rodaron en el parque nacional de Tongariro, más concretamente en el volcán Ruapehu, en una pista de esquí llamada Whakapapa. No obstante, la falta de algunos planos necesarios para la película y que no se encontraban en el lugar, obligó al equipo a recrearlo en un plató.

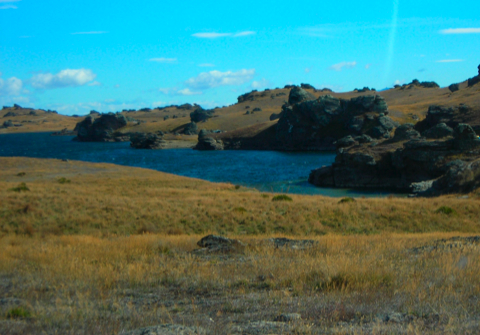
La reserva de Poolburn, en Otago (Nueva Zelanda), donde se rodaron algunas escenas de la película.

En la novela, las llanuras de Rohan, donde tiene lugar la persecución de los uruks por parte de Aragorn, Legolas y Gimli, son descritas como grandes praderas. Sin embargo, debido a que en Nueva Zelanda no hay praderas, el equipo acabó usando la reserva de Poolburn, en Otago. Durante el rodaje, los tres actores principales se lesionaron: Viggo Mortensen se rompió los dedos del pie al dar una patada a un casco de uruk, Orlando Bloom se fracturó una costilla al caerse de su caballo, y Brett Beattie, doble de Gimli, se dislocó la rodilla. En el aparcamiento de los estudios Stone Street de Wellington, se construyó una rambla con el mismo aspecto que el paisaje de Poolburn para rodar algunas tomas extras de uruks hablando, aunque finalmente fueron rodadas allí todas las escenas que había en primer plano. En el lago Poolburn, se construyó la aldea del Folde Oeste que es atacada y destruida por los uruks. En el cerro de Deer Park Heights, a las afueras de la ciudad de Queenstown, se grabó la marcha de los habitantes de Edoras hacia el Abismo de Helm, entre octubre y noviembre del año 2000 y con la colaboración de un total de 200 extras.
Los lindes de Fangorn, donde los rohirrim atacan a los uruks, fueron rodados en los lagos Mavora, mientras que para las escenas en el interior del bosque, al no encontrar nada adecuado, usaron un plató con árboles fabricados por Weta Workshop y cuyo suelo fue hecho a base de 400 sacos de hojas.
Para la Ciénaga de los Muertos, el equipo pensó en usar los grandes pantanos situados a las afueras de Te Anau, en Kepler Mire, que con el paso de miles de años habían sido cubiertos por musgo, formando sobre el agua superficies que parecían tierra firme. Sin embargo, debido a que el terreno no era del todo sólido, abandonaron la idea de grabar allí y recrearon el cenagal en tres platós: uno interior y dos exteriores, siendo uno más grande que el otro. El plató interior sirvió para grabar las escenas nocturnas, mientras que en el exterior grande fueron rodadas el resto a excepción de las que incluían los cadáveres bajo el agua, filmadas en el pequeño. Por otro lado, el equipo grabó algunas vistas aéreas en helicóptero del lago Tawharekiri, para usarlas como tomas amplias en la película.

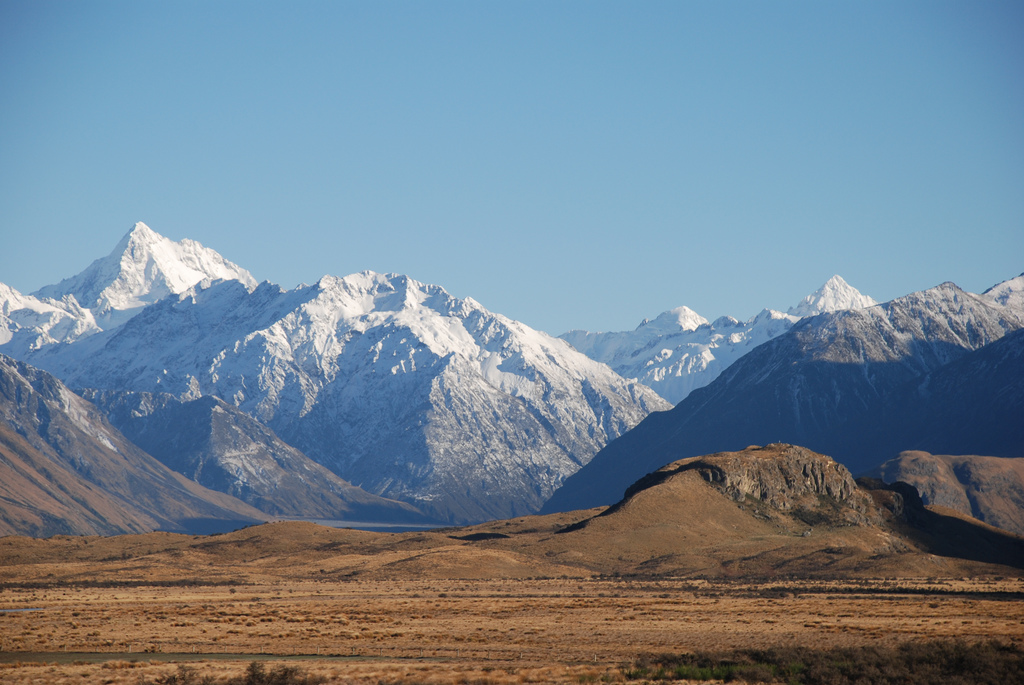
Monte Sunday, en Canterbury (Nueva Zelanda), lugar donde se construyó la capital de Rohan, Edoras.

Las escenas de Ithilien, con el ataque de los montaraces a los haradrim y la captura de Frodo y Sam, fueron filmadas en Twelve Mile Delta, a las afueras de la ciudad de Queenstown. Entre otras de las escenas que fueron rodadas en plató están: la de la Puerta Negra y la de Henneth Annûn y el Estanque Vedado. El rodaje de Osgiliath fue hecho en un escenario construido en partes con croma detrás para añadir el fondo a ordenador.
Edoras fue rodado en el monte Sunday (Canterbury), en un gran escenario que tardó ocho meses en construirse y para cuyas escenas fueron contratados alrededor de 200 extras y 100 caballos. El interior del castillo de Meduseld, que combina el estilo vikingo con el tailandés, fue construido en un plató de Wellington, a pesar de que el exterior se encontraba también en los decorados del monte Sunday.
El Abismo de Helm fue rodado en la cantera Dry Creek Quarry, en Lower Hutt. Los propietarios de ésta se la cedieron al equipo de la película durante un año para que construyeran los escenarios y grabaran las escenas. Para el rodaje fueron empleados un total de cuatro meses, tres de ellos filmando de noche. Los actores y numerosos extras que intervinieron, sufrieron muchas penalidades y afirmaron que fue muy duro por las pocas horas de sueño, el peso de las armaduras y la lluvia artificial. Viggo Mortensen acabó con los nudillos y un diente roto y Bernard Hill fue golpeado en una ocasión por otro actor con su espada, recibiendo tres puntos en la oreja.

### Diseño de vestuario
Cuando el equipo de diseñadores de Weta Workshop comenzó a esbozar las primeras armaduras para las películas, no tenían demasiados conocimientos sobre el tema y carecían de un experto que les pudiera orientar. Por ello, los primeros diseños eran poco reales, aunque ya comenzaron a aparecer aspectos que se mantendrían en las armaduras definitivas. Con la incorporación al equipo de Alan Lee y John Howe, experto en armaduras, los diseños comenzaron a tomar forma.
En Las dos torres se introducen muchas razas y pueblos nuevos. Peter Jackson y Richard Taylor establecieron que el ejército de los uruk-hai fuera el primero en diseñarse. Los esbozos iniciales, incluían escudos de madera y armaduras con tachones, que fueron descartadas tras la incorporación de Alan Lee y John Howe. Para facilitar el movimiento, el diseño final ofrecía una mayor protección de la parte superior que de las piernas. Se incorporó un casco que les tapaba los ojos casi por completo, teniendo tan solo una pequeña ranura, con el fin de que los uruks parecieran más aterradores; además, para que el ejército tuviera una organización mayor que la de los orcos y para que todos los uruks no fueran iguales, los diseñadores establecieron distintas especialidades, diferenciadas principalmente por el casco: el de los fanáticos o berserkers lleva una cresta de capitán en la parte superior, el de los espadachines tiene pinchos en la parte delantera para atacar a su contrincante, la ranura del de los lanceros les obliga a mirar arriba y agacharse para luchar, y el de los zapadores tiene un escudo que cubre la nuca para protegerles de las rocas que cayeran tras la explosión del muro de Cuernavilla.

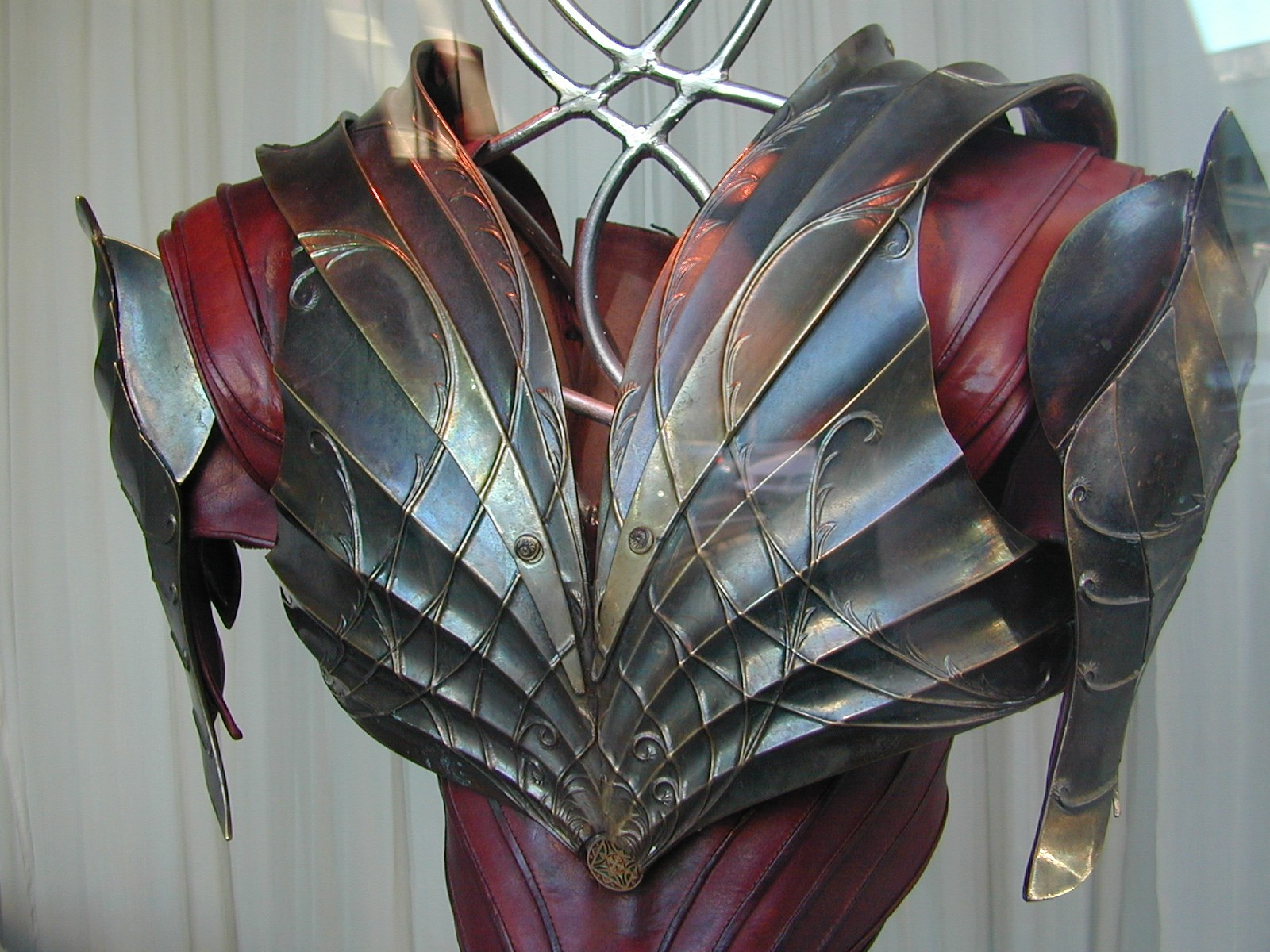
Armadura de los galadhrim.

La armadura del ejército élfico que llega al Abismo del Helm fue diseñada para los elfos de la Última Alianza que aparecen en el prólogo de La Comunidad del Anillo. Si bien los trajes élficos son muy sueltos, las armaduras que diseñaron eran muy ajustadas para facilitar la lucha. Las formas de la armadura final se inspiran en el Art Nouveau, sin líneas rectas y con motivos de plantas. Los elfos llevaban unas 6 o 7 capas de vestimenta, entre armadura y ropajes, lo que obligaba a los actores a mantener una posición erguida. Daniel Falconer se encargó de dar colorido a la vestimenta, usando colores otoñales como el bronce, el rojo o el marrón, en contraste con los colores más primaverales que llevaba la del prólogo, para reflejar la decadencia de los elfos en la Tierra Media.

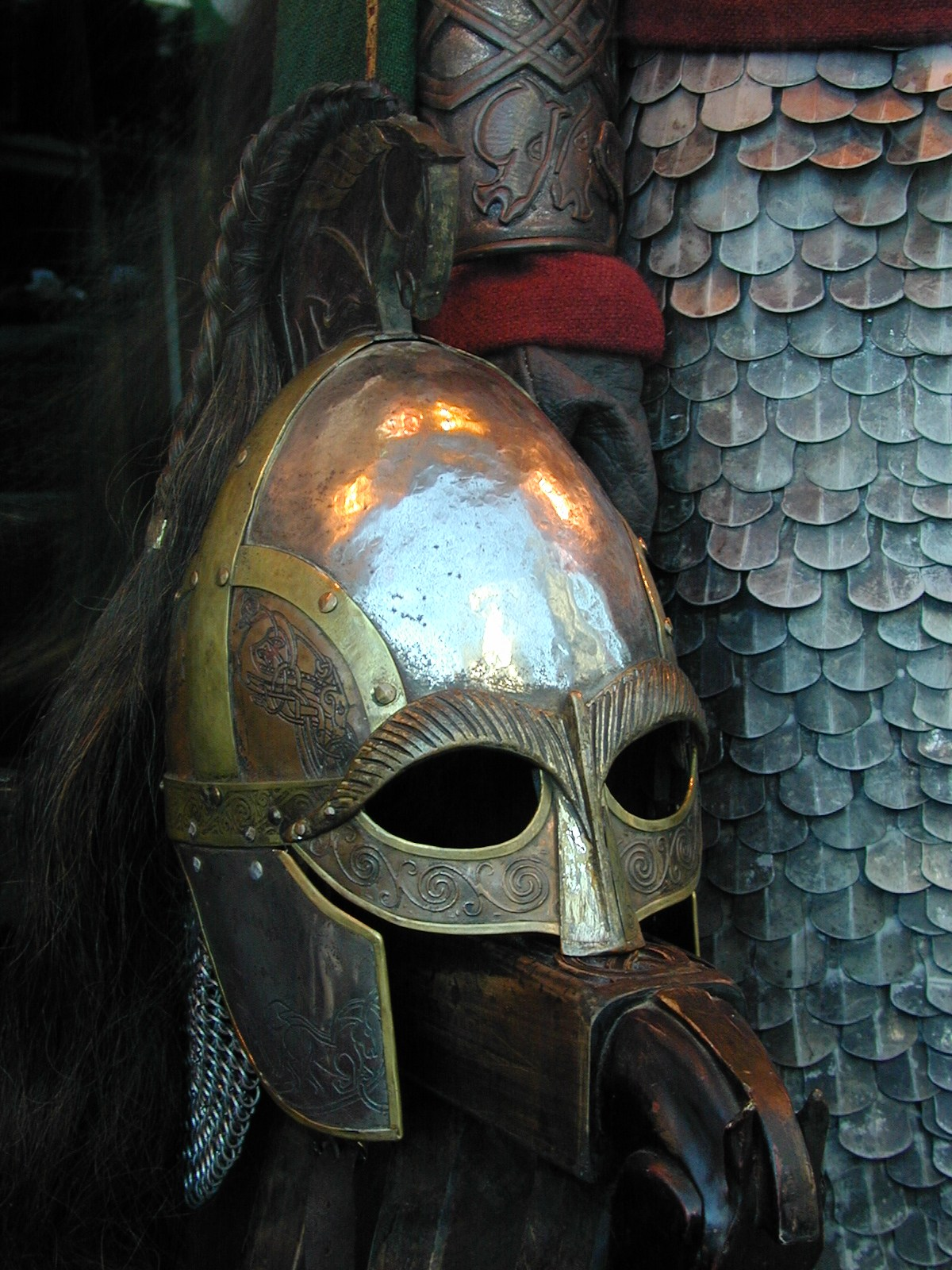
Casco de la Guardia Real de Rohan, con la cola de caballo en la parte superior.

El diseño de los rohirrim está basado en su mayoría en los pueblos nórdicos, especialmente en los vikingos. Para su concepción, los trabajadores de Weta usaron sobre todo cuero y telas, y añadieron numerosos motivos ecuestres, tanto en la vestimenta como en las armas. Hicieron 250 vestimentas de rohirrim, cuyo estilo era global, pero con algunas diferencias, ya que Rohan es un pueblo disperso, formado por granjeros y pastores que son convocados para luchar y no forman un ejército unificado como Gondor. Por el contrario, la Guardia Real de Edoras si lleva el mismo traje, similar a los del resto de rohirrim, pero algo más elaborado y con otros elementos, como la cola de caballo colgando de la parte superior del casco.
Los primeros diseños para los haradrim estaban basados en la cultura de Papúa Nueva Guinea, mezclados con elementos africanos, pero con el objetivo de que su vestimenta no se pareciera a la de ninguna cultura, los diseñadores fueron incluyendo nuevos elementos.

## Postproducción

### Efectos visuales
La empresa Weta Digital fue la encargada de añadir los efectos visuales a las tres películas. Al igual que ocurrió con el guion, los trabajadores de Weta admitieron que Las dos torres supuso mayor dificultad que La Comunidad del Anillo debido al mayor número de tomas y a la aparición de personajes digitales nuevos, como Bárbol y Gollum.
Para facilitar la materialización por pantalla de las grandes huestes militares que aparecen en la película, Steven Regelous, uno de los trabajadores de Weta, diseñó el software Massive. Este programa es capaz de crear miles de criaturas por ordenador a las que además otorga una inteligencia artificial para añadir conductas individuales y dotar de movimiento a los individuos. Por otra parte, John Allitt desarrolló un software conocido como Creador de Orcos, que era capaz de crear uruk-hai de distintas características físicas para que fueran generados por Massive, de forma que este establece unos parámetros aleatorios para que ningún uruk sea igual.
En un principio el equipo de animación pensó en usar dos técnicas para elaborar al personaje de Gollum: la captura de movimientos y la manipulación de marionetas (keyframe). El equipo de rodaje había grabado dos tomas de cada escena en la que aparecía Gollum, una con el actor Andy Serkis como referencia para el resto de actores y otra sin él para que los animadores pudieran introducir más tarde al Gollum digital. Sin embargo, cuando el equipo de Weta vio las tomas, observaron que los actores interpretaban mejor en las que aparecía Serkis, así que decidieron usar la técnica del rotoscopio para Gollum, ya que permite crear un personaje digital siguiendo una referencia filmada en vivo.
Debido a la dificultad que suponía articular el rostro de la marioneta de Bárbol, el equipo de Weta usó fondos de acción para cambiar la cara por otra digital. Para ello, realizaron un escáner de la cabeza de la marioneta y crearon un mecanismo de animación facial similar al que usaron con Gollum. El resto de ents fueron creados a partir de nueve diseños de Alan Lee, a los que Weta hizo algunas modificaciones para formar numerosos ents distintos.

### Sonido
El equipo de sonido estaba formado por el diseñador David Farmer, bajo la supervisión de los editores Ethan Van der Rijn y Mike Hopkins, y los mezcladores Christopher Boyes, Michael Semanick, Michael Hedges entre otros. La mezcla del sonido no finalizó hasta el 27 de octubre de 2002, dos meses antes del estreno de la película. Si bien su base de trabajo se encontraba en Wellington, el equipo tuvo que buscar un lugar fuera de la ciudad debido a lo ruidosa que era. Encontraron un cementerio a las afueras y allí grabaron diversos sonidos, como el vuelo e impacto de las flechas, siempre de noche para evitar todos los ruidos ambientales posibles.

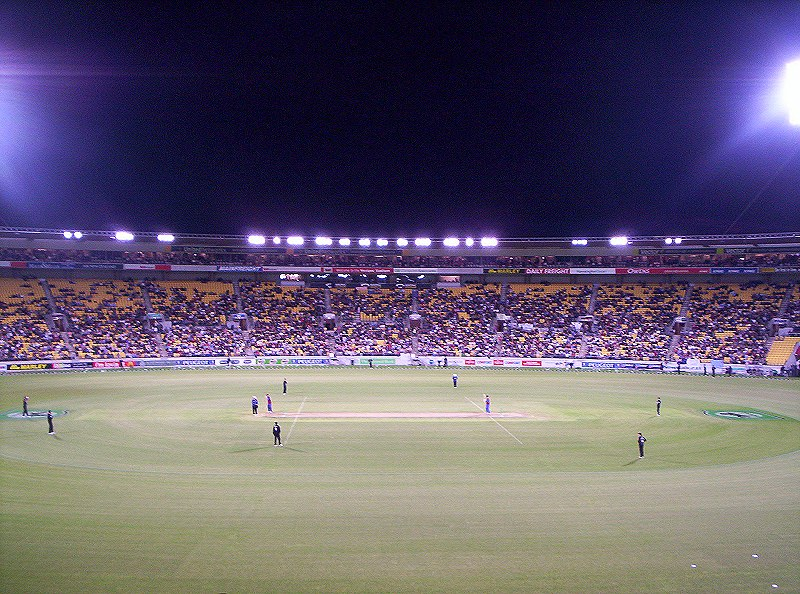
El estadio Westpac, en Wellington (Nueva Zelanda), donde el equipo de sonido grabó los gritos del público simulando al ejército uruk-hai.

Debido a que disponían de la biblioteca de La Comunidad del Anillo, pudieron centrarse en los nuevos sonidos que necesitaba la segunda parte y en mejorar los que ya tenía la primera.
Para grabar un sonido que imitara a una multitud de 10 000 uruk-hai, el equipo acudió al estadio Westpac de Wellington, donde se estaba disputando un partido de cricket, y Peter Jackson pidió al público que pataleara y gritara algunas frases en la lengua negra que eran proyectadas en la pantalla gigante para que pudieran leerlas. Para recrear el sonido emitido por las bestias aladas de los Nazgûl, usaron un gruñido de burro y para los huargos tuvieron que imitar los ladridos de un perro. La voz del Anillo fue puesta por Janet Roddick, una experta en música ambiental, usando diferentes formas según el personaje al que se dirigía.
Con el objetivo de que el público que no había leído la novela dudara sobre la identidad del mago que aparecía en el bosque de Fangorn ante Aragorn, Legolas y Gimli, el equipo de sonido mezcló la voz de Ian McKellen (Gandalf) con la Christopher Lee (Saruman). Para la voz del ent Bárbol, de la que se ocupaba John Rhys-Davies, el actor que también interpreta a Gimli, construyeron una caja de madera de dos metros de alto, a la que acoplaron bafles dentro. En primer lugar, grabaron la voz del actor y la emitieron desde un lado de la caja para volver a grabarla desde el otro; de esta forma, la voz resultante tenía una resonancia de madera.

### Música

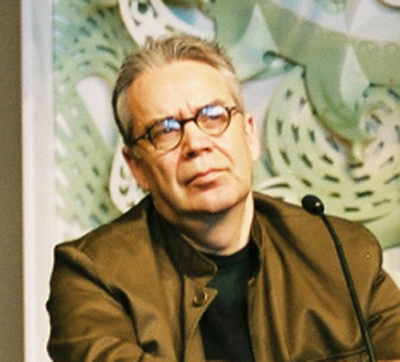
Howard Shore, compositor de la banda sonora de la trilogía cinematográfica de El Señor de los Anillos.

El músico Howard Shore fue el encargado de componer, dirigir y orquestar la banda sonora para las tres películas de El Señor de los Anillos. Las partituras fueron interpretadas por la Orquesta Filarmónica de Londres en el ayuntamiento de la ciudad de Watford (Hertfordshire, Reino Unido), mientras que la mezcla y edición se hizo en los estudios Abbey Road de Londres. Además, Peter Jackson quiso participar de algún modo en la banda sonora, así que Shore dejó que tocara el gong.

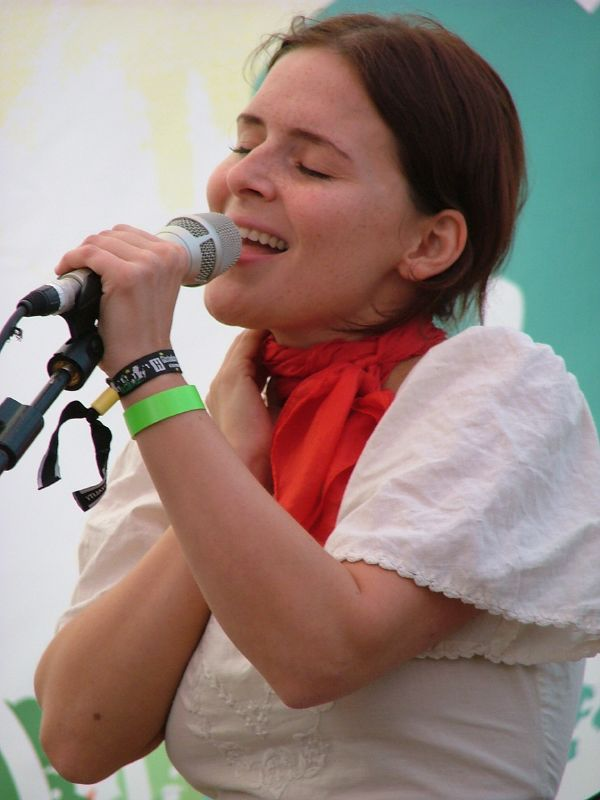
Emilíana Torrini, intérprete del tema «Gollum's Song», por el que ganó un premio Phoenix Film Critics Society.

En Las dos torres, tan solo fueron reutilizados unos diez minutos de música de La Comunidad del Anillo. Por ejemplo, en el tema de Gollum, Shore incluyó fragmentos del que se escucha durante el prólogo de La Comunidad del Anillo, pues ambos mantenían una relación con la historia del Anillo. A su vez, dicho tema tiene una parte más relajada y melancólica que refleja la personalidad buena de Gollum, mientras que la otra parte, que refleja la personalidad malvada, es más "esquizofrénica" en palabras del compositor. En el tema del Abismo de Helm, Shore mezcló varias ideas temáticas en función del ejército que aparecía y en el caso de los elfos, utiliza el tema de Lothlórien que aparece en la primera película, pero con más ritmo.
Las guionistas Fran Walsh y Philippa Boyens también compusieron algunas canciones basadas en las escenas, que fueron traducidas a anglosajón y sindarin por David Salo, un experto en las lenguas de J. R. R. Tolkien. La soprano Isabel Bayrakdarian, Sheila Chandra y Elisabeth Frase fueron las encargadas de interpretar algunas de estas canciones. Otras sesenta piezas vocales fueron interpretadas por un coro femenino de Londres, dirigido por Terry Edwards. El Brompton Oratory Choir, que ha participado en muchas otras películas, como la saga de Harry Potter, se encargó del tema conocido como La marcha de los Ents. La canción de Gollum, compuesta solamente por Fran Walsh, fue interpretada por la italo-islandesa Emilíana Torrini. Además,  Shore compuso música nueva para la versión extendida de la película, como el tema de Gondor, que serviría más tarde para El retorno del Rey.

## Banda sonora
La banda sonora de Las dos torres fue lanzada el 2 de diciembre de 2002. Tiene una duración de 73 minutos y fue distribuida por Reprise Records. Además de la edición normal y la especial, se puso a la venta en Internet otra versión limitada, presentada en una caja de imitación de piel en color marrón, y con algunos extras más como mapas de la Tierra Media y un tráiler en exclusiva de la tercera película de la trilogía, El retorno del Rey.
| Track listing |                                                                        |          |  |
| N.º           | Título                                                                 | Duración |  |
| 1.            | «Foundations of Stone»                                                 | 3:51     |  |
| 2.            | «The Taming of Sméagol»                                                | 2:48     |  |
| 3.            | «The Riders of Rohan»                                                  | 4:05     |  |
| 4.            | «The Passage of the Marshes»                                           | 2:46     |  |
| 5.            | «The Uruk-hai»                                                         | 2:58     |  |
| 6.            | «The King of the Golden Hall»                                          | 3:49     |  |
| 7.            | «The Black Gate Is Closed»                                             | 3:17     |  |
| 8.            | «Evenstar» (con Isabel Bayrakdarian)                                   | 3:15     |  |
| 9.            | «The White Rider»                                                      | 2:28     |  |
| 10.           | «Treebeard»                                                            | 2:43     |  |
| 11.           | «The Leave Taking»                                                     | 3:41     |  |
| 12.           | «Helm's Deep»                                                          | 3:53     |  |
| 13.           | «The Forbidden Pool»                                                   | 5:27     |  |
| 14.           | «Breath of Life» (con Sheila Chandra)                                  | 5:07     |  |
| 15.           | «The Hornburg»                                                         | 4:36     |  |
| 16.           | «Forth Eorlingas» (con Ben Del Maestro)                                | 3:15     |  |
| 17.           | «Isengard Unleashed» (con Elizabeth Fraser y Ben Del Maestro)          | 5:01     |  |
| 18.           | «Samwise the Brave»                                                    | 3:46     |  |
| 19.           | «Gollum's Song» (interpretada por Emilíana Torrini)                    | 5:51     |  |
| 20.           | «Farewell to Lórien» (con Hilary Summers, solo en la edición limitada) | 4:37     |  |

## Estreno
El primer teaser tráiler de Las dos torres, de más de tres minutos de duración, fue estrenado el 29 de marzo de 2002 en las salas de cine que aún proyectaban La Comunidad del Anillo y el 26 de julio en todos los cines. El 30 de septiembre se lanzó un nuevo tráiler en la red de American Online (AOL), un proveedor estadounidense de medios y servicios de acceso a Internet, y pocas horas después también estaba disponible en la página web oficial de la película. Este mismo fue estrenado el 4 de octubre en los cines de Estados Unidos, llegando a los del resto del mundo a lo largo del mes.
Dos semanas antes del estreno de Las dos torres, la revista Variety informó de que unos turistas estadounidenses que visitaban Bangkok, en Tailandia, habían comprado ya una copia pirata de la película en los mercados tradicionales de la ciudad por tan solo un euro, mientras que en Shanghái, China, se encontraron hasta cuarenta puntos de venta de la película pirateada.
El estreno mundial en cines de la película tuvo lugar el 18 de diciembre de 2002, recibiendo ésta la calificación PG-13 (contenido no apropiado para niños menores de 13 años) por la Motion Picture Association of America, la asociación estadounidense encargada de la clasificación por edad de las películas. El reparto, la dirección y parte del equipo de producción acudió ese día a la premier de Wellington, para la que Weta Workshop había elaborado una figura gigante de Gollum intentando alcanzar el Anillo y la había colocado sobre el Embassy Theatre, lugar donde se iba a emitir Las dos torres. Unos días antes, el 5 de diciembre, el equipo de la película había asistido también a la premier mundial, celebrada en Nueva York, Estados Unidos.

## Recepción

### Crítica
En general, la película recibió comentarios positivos de los críticos, comparándola como mejor que la primera parte. No obstante, recibió algunas pequeñas críticas negativas.
Paul Clinton, de la cadena de televisión CNN, dijo que "Esta película es un logro sorprendente, que aprovecha la primera entrega con inmenso poder y sentido de propósito", calificaba la historia de Merry y Pippin como la más floja de las tres y elogiaba el papel de Gollum, concluyendo con que la trilogía "pasará a la historia cinematográfica como una verdadera obra maestra". Además, la cadena nombró a la batalla del Abismo de Helm como la tercera mejor de la historia del cine, empatada con la batalla de los Campos del Pelennor que aparece en El retorno del Rey.
Nev Pierce, de la BBC, elogió el papel de Viggo Mortensen, junto con el de Gollum, el guion, los efectos especiales y el espectáculo ofrecido en la batalla del Abismo de Helm. Por otro lado, criticó el papel de Elijah Wood como Frodo, al ser superado por su compañero Sean Astin (Sam Gamyi).
La página web de noticias y críticas IGN le dio a la película una nota de 9 sobre 10 y la calificó como un logro equiparable al de La Comunidad del Anillo, pero en diferentes áreas. Glen Oliver consideró en su crítica que el buen enfoque dado en la primera entrega en el desarrollo dramático de los personajes es dejado de lado en ésta, pero que el fallo se compensa con el gran espectáculo que ofrece. Además, calificaba los efectos visuales de primera categoría, pero con algunos fallos.
El crítico Owen Gleiberman, de la revista Entertainment Weekly, describió la batalla del Abismo de Helm como bíblica y elogió el papel de Gollum. En el año 2007, la revista elegiría a Gollum como el tercer personaje más convincente generado por ordenador, detrás de Davy Jones de Pirates of the Caribbean: Dead Man's Chest, y del gorila King Kong de la película de Peter Jackson.
Peter Bradshaw, del periódico The Guardian, que no dio críticas favorables a La Comunidad del Anillo, elogió el detallismo y los escenarios de la película, pero la calificó como aburrida y la interpretación de los actores de sosa. Philip French, del periódico The Observer, comparó la película con la de Harry Potter y la Cámara Secreta diciendo que la obra de Tolkien eclipsó al mago, aunque también criticó algunos aspectos como la falta de acción de las pocas mujeres que aparecen, Arwen y Éowyn, y el abuso de planos amplios.
FilmAffinity le da un 8 sobre 10, basándose en más de 162.000 votos.

### Premios y nominaciones
La película recibió un total de 65 premios y 75 nominaciones a distintos premios, entre los que destacan las seis nominaciones a los premios Óscar de la Academia de las Artes y las Ciencias Cinematográficas de Hollywood y las dos estatuillas conseguidas finalmente:
| Premio        | Categoría                | Nominado(s)                                                    | Resultado |
| ------------- | ------------------------ | -------------------------------------------------------------- | --------- |
| Premios Óscar | Mejor película           | Barrie M. Osborne Fran Walsh Peter Jackson                     | Nominado  |
| Premios Óscar | Mejor montaje            | Michael J. Horton                                              | Nominado  |
| Premios Óscar | Mejor dirección de arte  | Grant Major Dan Hennah Alan Lee                                | Nominado  |
| Premios Óscar | Mejores efectos visuales | Jim Rygiel Joe Letteri Randall William Cook Alex Funke         | Ganador   |
| Premios Óscar | Mejor sonido             | Christopher Boyes Michael Semanick Michael Hedges Hammond Peek | Nominado  |
| Premios Óscar | Mejor edición de sonido  | Ethan Van der Ryn Mike Hopkins                                 | Ganador   |

## Lanzamiento del DVD
La edición en inglés de la película emitida en los cines fue lanzada en DVD el 26 de agosto de 2003, junto con un segundo disco que contiene los extras. Los distribuidores tenían la intención de que fuera un lanzamiento simultáneo en todos los países de habla inglesa, pero algunas tiendas británicas comenzaron a vender los DVD cuatro días antes, el viernes 22 de agosto, ya que ese fin de semana era bank holiday, nombre que reciben en Reino Unido e Irlanda los días festivos nacionales en los que tan solo permanecen activos los servicios mínimos. La edición en español salió a la venta un día después, el 27 de agosto.

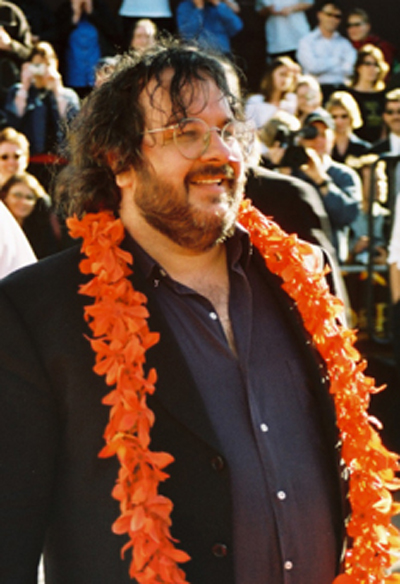
Peter Jackson hizo un cameo en el cortometraje The Long and Short of It, dirigido por Sean Astin e incluido en el DVD de Las dos torres, interpretando a un conductor de autobús.

En esta edición se incluyen dos discos, uno con la película y otro con contenidos extras. Entre los extras, que tienen en total una duración aproximada de dos horas y media, se encuentran: un cortometraje dirigido por el actor Sean Astin y un documental sobre como se hizo, varios documentales sobre la producción anteriormente publicados en la web oficial de la película, dos tráiler y varios anuncios de televisión, dos documentales sobre el rodaje y los escenarios, el videoclip del tema de Emilíana Torrini «Gollum's Song» y dos avances, uno sobre la edición extendida de la película, otro sobre la tercera parte de la trilogía, El retorno del Rey, y otro sobre el videojuego de esta última.

### Edición extendida
El 21 de noviembre de 2003 se puso a la venta la edición extendida de la película en un paquete de cuatro DVD, dos con la versión alargada de la película y dos con contenidos extras de una duración total de aproximadamente siete horas, entre los que se encuentran varios documentales largos sobre las influencias de Tolkien y sobre el guion, el rodaje y la producción de Las dos torres.
Dentro de la película se incluye la opción de escuchar los comentarios de los guionistas, del equipo de diseño, del equipo de producción y postproducción y del reparto. En la primera parte, además, se incluye un huevo de Pascua oculto, que se trata de una escena de comedia entre Gollum y su intérprete, Andy Serkis, que ya fue emitida en la ceremonia de los Premios MTV.

### Edición de colección
El 21 de noviembre se puso también a la venta una edición de colección. Además de la versión extendida, se añaden varios contenidos dedicados al personaje de Gollum: una figura de la criatura hecha de poliestireno y diseñada por Weta Workshop, un póster en el que aparece la evolución del personaje desde el dibujo a lápiz hasta la forma digital, un libro sobre él y otro DVD sobre su creación, que incluye además varias entrevistas a Peter Jackson, Richard Taylor y algunos miembros del reparto. Todo ello está incluido en una caja diseñada por el ilustrador Alan Lee.